# گورگن گریگوریانس
گورگن گریگوریانس (ارمنی: Գուրգէն Գրիգորեանս؛ ۱۹۳۳–۲۰۲۰) تدوینگر و متخصص امور فنی سینما ارمنی‌تبار اهل ایران بود. وی بین سال‌های ۱۹۵۱ تا - میلادی (۱۳۳۰-) فعالیت می‌کرد.
وی که در بسیاری از تیتراژها و همین‌طور نزد اهالی سینما با نام گرگین مشهور است، سال‌ها در یکی از استودیوهای بزرگ دههٔ‌های ۱۹۵۰ و ۱۹۶۰ (۱۳۳۰ و ۱۳۴۰)، یعنی «استودیو عصر طلایی»، کار کرده است. او تقریباً در همهٔ تولیدات این استودیو در زمینه‌های لابراتوار، قطع نگاتیو و امور فنی صدا (سینکرون) همکاری داشته است. وی پس از گذشت ۶۰ سال همچنان در سینما حضور دارد.
از کارهای قدیمی‌تر وی: کوچه مردها، نقره داغ، علی کنکوری، چریکه تارا و از کارهای بعدی او می‌توان به فیلم‌هایی چون: پاییزان، افق، کشتی آنجلیکا، اوینار، جنگ نفتکش‌ها، آتش سبز، وقتی همه خوابیم و ده‌ها عنوان دیگر اشاره کرد.

## زندگی
او در سال ۱۹۳۳ میلادی (۱۳۱۲ خورشیدی) در تبریز متولد شده، در ۱۳ سالگی همراه خانواده خود به تهران نقل مکان کردند. در ۱۹۴۸ (۱۳۲۷) در یکی از آتلیه‌های عکاسی تهران در زمینهٔ ظهور و چاپ عکس فعالیت می‌کرد. در (۱۳۲۹) به دعوت شعبانعلی نسیمیان به استودیو عصر طلایی پیوست. وی از سال ۱۹۵۳ (۱۳۳۲) با فیلم سینمایی مشهدی عباد ساخته صمد صباحی فعالیتش را به عنوان نورپرداز دکور آغاز کرد. گریگوریانس از سال ۱۹۶۴ (۱۳۴۳) قطع نگاتیو محصولات استودیو عصر طلایی را نیز انجام داده و سپس از ۱۹۶۶ (۱۳۴۵) سینکرون و تدوین بیشتر تولیدات این استودیو را هم به عهده داشته است.

گریگوریانس در گفت‌وگو با خبرگزاری ایسنا، اظهار کرد:
 من به سینما علاقمند بودم و در همان دوران نوجوانی به سینماهای خیابان لاله‌زار می‌رفتم و یک تومان بلیت می‌خریدم و به تماشای فیلم‌ها می‌نشستم. کارم را با شاگردی در سینما آغاز کردم تا اینکه از ۱۸ سالگی در استودیو عصر طلایی مشغول کار شدم و ظهور فیلم و چاپ را انجام می‌دادم که بعدها قطع نگاتیو و زینک کردن صدا را هم بر عهده گرفتم. در ادامه کار تدوین هم می‌کردم و در سال ۱۹۷۳ (۱۳۵۲) که استودیو «عصر طلایی» تعطیل شد تقریباً تمام کارهای آنجا بر روی دوش من بود …
در سال ۱۹۷۴ (۱۳۵۳) به استخدام وزارت فرهنگ و هنر وقت درآمد و در ادارهٔ کل امور سینمایی و سمعی و بصری مشغول به کار شد.
توجیه به کارگردانی منوچهر حقانی‌پرست نخستین فیلم گریگوریانس در سال‌های پس از انقلاب ۱۹۷۹ است.

## درگذشت
وی در ۲۰۲۰ میلادی (۱۳۹۹ خورشیدی) در سن ۸۷ سالگی در تهران درگذشت و در آرامستان ارامنه تهران (بوراستان) به خاک سپرده شد.

## فیلم‌شناسی

### تدوین
- چریکه تارا (۱۳۵۷)
- علی کنکوری (۱۳۵۲)
- حسن دینامیت (۱۳۵۱)
- نقره داغ (۱۳۵۰)
- کوچه مردها (۱۳۴۹)
- بهرام شیردل (۱۳۴۷)
- هفت دختر برای هفت پسر (۱۳۴۷)
- علی‌بابا و چهل دزد (۱۳۴۶)
- دو انسان (۱۳۴۵)
- مأمور دو جانبه (۱۳۴۵)
- جلاد (۱۳۴۴)
- دختر ولگرد (۱۳۴۳)
- مادر فداکار (۱۳۴۲)

### دستیار تدوین
- دادشاه (۱۳۶۲)
- رهایی (۱۳۶۱)
- صمد در به در می‌شود (۱۳۵۷)
- در امتداد شب (۱۳۵۶)
- واسطه‌ها (۱۳۵۶)

### امور فنی صدا
- جوانی (۱۳۷۷)
- پنجه در خاک (۱۳۷۶)
- جنگ نفت‌کش‌ها (۱۳۷۲)
- شعله‌های خشم (۱۳۷۱)
- مرد ناتمام (۱۳۷۱)
- پوتین (۱۳۷۰)
- شهر خاکستری (۱۳۶۹)
- آخرین پرواز (۱۳۶۸)
- جستجوگر (۱۳۶۸)
- افق (۱۳۶۷)
- کشتی آنجلیکا (۱۳۶۷)
- هی جو (۱۳۶۷)
- تحفه‌ها (۱۳۶۶)
- اتاق یک (۱۳۶۵)
- پرواز در شب (۱۳۶۵)
- گودال (۱۳۶۵)
- آتش در زمستان (۱۳۶۴)
- آن سوی مه (۱۳۶۴)
- جستجو در شهر (۱۳۶۴)
- زنگ‌ها (۱۳۶۴)
- مادیان (۱۳۶۴)
- آن سفر کرده (۱۳۶۳)
- طائل (۱۳۶۳)
- دیار عاشقان (۱۳۶۲)
- سردار جنگل (۱۳۶۲)
- توجیه (۱۳۶۰)
- استوار و پاسبان (۱۳۵۱)
- بیست سال انتظار (۱۳۴۵)
- دو انسان (۱۳۴۵)
- مأمور دو جانبه (۱۳۴۵)
- جلاد (۱۳۴۴)
- ده سایه خطرناک (۱۳۴۴)
- سه تا بزن‌بهادر (۱۳۴۴)
- مرد ده میلیون تومانی (۱۳۴۴)
- جاهل‌ها و ژیگول‌ها (۱۳۴۳)
- چهار تا شیطون (۱۳۴۳)
- دختر ولگرد (۱۳۴۳)
- دختران با معرفت (۱۳۴۳)
- آقای هفت رنگ (۱۳۴۲)
- فرشته‌ای در خانه من (۱۳۴۲)
- مادر فداکار (۱۳۴۲)
- پنجه (۱۳۴۱)
- خداداد (۱۳۴۱)
- زن دشمن خطرناکیست (۱۳۴۱)
- گل گمشده (۱۳۴۱)

### سینکرون
- شمارش معکوس (۱۳۷۶)
- عملیات کرکوک (۱۳۷۰)
- پاییزان (۱۳۶۶)
- گل مریم (۱۳۶۶)
- ماجرای یک دزد (۱۳۵۰)
- علی‌بابا و چهل دزد (۱۳۴۶)
- ده سایه خطرناک (۱۳۴۴)

### افکت
- بی‌قرار (۱۳۷۳)
- اوینار (۱۳۷۰)
- تبعیدی‌ها (۱۳۷۰)
- قرق (۱۳۷۰)
- مرگ دیگری (۱۳۶۱)

### برش نگاتیو
- خصوصی (۱۳۹۰)
- آخرین سرقت (۱۳۸۹)
- آسمان هشتم (۱۳۸۹)
- یکی از ما دو نفر (۱۳۸۹)
- سوپر استار (۱۳۸۷)
- وقتی همه خوابیم (۱۳۸۷)
- آتش سبز (۱۳۸۶)
- محیا (۱۳۸۶)
- آتش‌بس (۱۳۸۴)
- هیاهو (۱۳۵۳)
- استوار و پاسبان (۱۳۵۱)
- ماجرای یک دزد (۱۳۵۰)
- بیست سال انتظار (۱۳۴۵)
- ببر کوهستان (۱۳۴۴)
- سه تا بزن‌بهادر (۱۳۴۴)
- مرد ده میلیون تومانی (۱۳۴۴)
- جاهل‌ها و ژیگول‌ها (۱۳۴۳)
- چهار تا شیطون (۱۳۴۳)
- دختران با معرفت (۱۳۴۳)
- آقای هفت رنگ (۱۳۴۲)
- فرشته‌ای در خانه من (۱۳۴۲)
- پنجه (۱۳۴۱)
- گل گمشده (۱۳۴۱)

### امور فنی
- پرواز در نهایت (۱۳۶۹)
- ببر کوهستان (۱۳۴۴)
- ده سایه خطرناک (۱۳۴۴)
- مرد ده میلیون تومانی (۱۳۴۴)
- پنجه (۱۳۴۱)

### سایر فعالیت‌ها
- بی‌همتا (۱۳۸۰) (صداگذاری و میکس)
- راز شب بارانی (۱۳۷۹) (دستیار صداگذاری)
- مانی و ندا (۱۳۷۹) (صداگذار)
- پرواز در نهایت (۱۳۶۹) (میکس)
- هیاهو (۱۳۵۳) (لابراتوار و چاپ)
- چریکه تارا (۱۳۵۷) (آهنگساز)